# 사틴 신시진

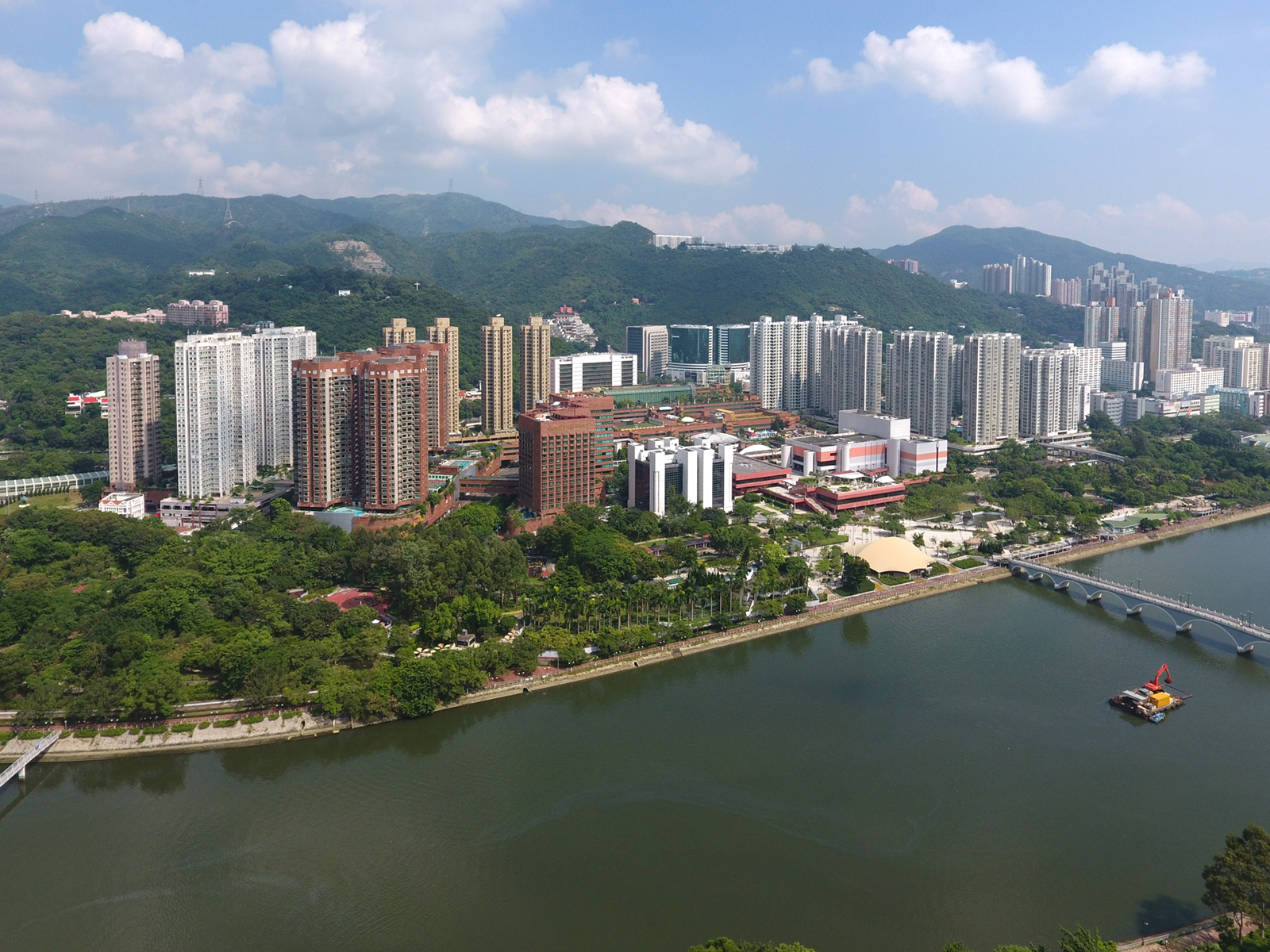
사틴 신시진의 도심 주변 풍경

사틴 신시진(Sha Tin New Town, 沙田新市鎮)은 홍콩의 신도시로, 사틴구 안에 위치하고 있다. 사틴, 타이와이, 포탄, 마온샨 등으로 둘러쌓여 있다. 그래서 개발은 1970년대부터 본격적으로 시작되었고, 현재 35.87km2의 면적에 총 개발 면적은 약 20km2이다. 현재의 인구는 63만명이 초과된 상태이지만, 완전히 개발되는 시점 당시 계획된 수용 능력으로는 74만명으로 계획되어 있는 것으로 보인다. 또한 해당 뉴타운 중심부에는 뉴타운 플라자, 사틴 공공도서관은 물론 청사, 기타 공공 시설 등이 부설되어 있다.

## 같이 보기

### 일반 주제
- 사틴
- 사틴구
- 홍콩의 신도시(영어판)

### 홍콩의 다른 신도시
- 췬완 신시진
- 튄문 신시진(중국어판, 영어판)
- 다푸 신시진(중국어판, 영어판)